# 索拉 (查梅區)
索拉（西班牙語：Sorá），是巴拿馬的城鎮，位於該國中東部，由西巴拿馬省的查梅區負責管轄，面積76.2平方公里，海拔高度366米，2010年人口1,635，人口密度每平方公里21.5人。